# 梅津理恵
梅津 理恵（うめつ りえ、1970年 - ）は、日本の工学者。専門は、金属磁性・固体物性。学位は、博士（工学）（東北大学・2000年）。東北大学金属材料研究所教授。

## 来歴
1970年、宮城県仙台市生まれ。金属研究者の父と英語教師の母のもとに生まれる。
宮城県第二女子高等学校（現・仙台二華高校）を経て、奈良女子大学理学部物理学科卒業。同大学大学院理学研究科物理学専攻修士課程修了、修士（理学）の学位を取得。奈良県立医科大学精神科医局で研究生として臨床心理学を学ぶが、母の介護をきっかけに仙台に戻る。
その後、東北大学大学院工学研究科博士課程に入り、2000年に博士（工学）の学位を取得。日本学術振興会特別研究員（PD）を経て、東北大学金属材料研究所助教、准教授、教授。東北大学金属材料研究所において、女性が教授になるのは、創設以来初めて。
2014年、日本金属学会第72回功績賞（物性部門）と日本女性科学者の会奨励賞を受賞。2019年、第39回猿橋賞受賞。